# Перроне, Жан
Жан Перроне (фр. Jean Perronet; 19 октября 1877, rue de Dunkerque, IX округ Парижа — 1 апреля 1950, rue Henry-Monnier, IX округ Парижа) — французский фехтовальщик, серебряный призёр летних Олимпийских игр 1896.
Перроне был профессионалом, и хотя к Играм допускались только любители, для профессионалов (маэстро) были специально проведены соревнования на рапирах. С Перроне соревновался только грек Леонидас Пиргос, который выиграл у француза со счётом 3-1.